# Flute Summit
Flute Summit är ett berg i Kanada.   Det ligger i provinsen British Columbia, i den sydvästra delen av landet, 3 500 km väster om huvudstaden Ottawa. Toppen på Flute Summit är 2 015 meter över havet.
Terrängen runt Flute Summit är huvudsakligen bergig.Trakten runt Flute Summit är nära nog obefolkad, med mindre än två invånare per kvadratkilometer.. Närmaste större samhälle är Whistler, 8,2 km norr om Flute Summit. 
I omgivningarna runt Flute Summit växer i huvudsak barrskog.